# 毛筒玉竹
毛筒玉竹（学名：Polygonatum inflatum）是百合科黄精属的植物。分布于中国大陆的黑龙江、辽宁、吉林等地，生长于海拔100米至1,000米的地区，见于林下或林边，目前尚未由人工引种栽培。